# ویگندورف
ویگندورف (به آلمانی: Wiegendorf) یک شهر در آلمان است که در وایمارر لاند واقع شده‌است. ویگندورف ۳۹۰ نفر جمعیت دارد.